# Ganz (empresa)
A Ganz vállalatok foi uma  empresa manufatureira húngara sediada em Buda e depois Budapeste. Foi fundada pelo empresário Ábrahám Ganz em 1845 e durante sua história tornou-se um grande grupo de diversas empresas em diferentes setores. Ela é mais conhecida pela produção de bondes elétricos, mas também se envolveu na criação de geradores e transformadores elétricos, motores a combustão e veículos, motores a vapor, construção naval e até aeronaves. No início do século XX, a Ganz chegou a ser a terceira maior empresa da Áustria-Hungria, atrás da Weiss Manfréd Acél- és Fémművek e da MÁVAG. A companhia foi estatizada em 1946 pela Segunda República Húngara e dois anos depois foi desmembrada em seis empresas diferentes.